# Achtala
Achtala (Armeens: Ախթալա, gerussificeerd als Nizjnjaja Achtala) is een stad in de Armeense provincie Lori met ruim 2.800 (2009) inwoners. De stad is gelegen op de linkeroever van de rivier Debed, 186 kilometer ten noorden van Jerevan en 62 kilometer ten noorden van de provinciehoofdstad Vanadzor, op de hellingen van Lalvarberg.
Achtala was een dorp tot 1939, want toen werd het de status van de stedelijke gemeenschap toegekend. In 1995 heeft de nieuwe regering van het onafhankelijke Armenië Achtala's status als stad bevestigd.

## Bezienswaardigheden
Vlak bij de stad is er een middeleeuws klooster en een slot.

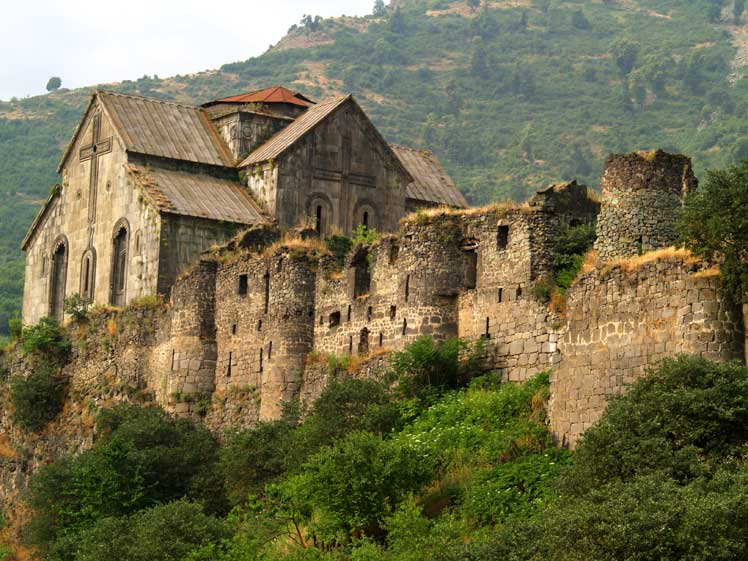
Het klooster van Achtala (10e eeuw)

Abovjan · Agarak · Achtala · Alaverdi · Aparan · Ararat · Armavir · Artasjat · Artik · Artsvasjen · Asjtarak · Berd · Bjoeregavan · Dastakert · Darakert · Dilidzjan · Dzjermoek · Etsjmiadzin · Gavar · Goris · Gjoemri · Hrazdan · Idzjevan · Jechegnadzor · Jegvard · Kadzjaran · Kapan · Maralik · Martoeni · Masis · Megri · Metsamor · Nojemberjan · Nor Hatsjen · Odzoen · Sevan · Sisian · Sjamloeg · Spitak · Stepanavan · Talin · Tasjir · Toemanjan · Tsachkadzor · Tsjambarak · Tsjarentsavan · Vajk · Vanadzor · Vardenis · Vedi · Jerevan